# Hochfellnhaus
Das Hochfellnhaus ist das höchstgelegene Gasthaus im Chiemgau. Es liegt drei Meter unterhalb des Kreuzes des Hochfelln (bei 18 Metern Luftlinienentfernung) auf 1671 m ü. NHN.
Es gehört zu der Gemarkung Bergener Forst, Gemeinde Bergen, Landkreis Traunstein, wenige Meter vor der Gemeindegrenze zu Ruhpolding (darin früherer Forstbezirk Ruhpolding). Zusammen mit dem Hochfellnhaus wurde 1890 die Tabor-Kapelle am Gipfel des Hochfelln erbaut. Seit 1951 hat das Hochfellnhaus eine eigene Materialseilbahn. 1970 wurde ein größeres Gastzimmer angebaut. Dieses wurde notwendig, da seit dieser Zeit die Hochfellnseilbahn auf den Hochfelln fährt. Seit dieser Zeit ist auch keine Übernachtung mehr möglich.
Das Trinkwasser wird mit der Materialseilbahn auf den Gipfel gebracht und dort über einen Vorfilter in den Hauptfilter gepumpt. Nach dem Hauptfilter desinfiziert eine zertifizierte UV-Anlage das Wasser. Die Energieversorgung übernimmt ein Diesel-Blockheizkraftwerk, dessen Abwärme zum Heizen verwendet wird. Das Abwasser wird mit einer Schwebkörper-Wirbelbett-Kleinkläranlage gereinigt.

## Geschichte
Das Hochfellnhaus wurde vom Hochfellnhausverein unter Leitung des Pfarrers Otto von Mayer gegründet. Zuerst erwarb der Verein auf der Hälfte des Aufstiegs den Stockreiter Kaser von einem Ruhpoldinger Bauern (kennt man heutzutage unter dem Namen Bründlingalm und gehört noch zum Hochfellnhaus). Dann wurde ein Vertrag mit dem Forstamt über den Bau der Kirche und des Unterkunftshauses geschlossen. Der Erbbaurechtsvertrag wurde auf 99 Jahre abgeschlossen. Der Bau selbst war sehr schwierig. Das Baumaterial wurde mit Trägern vom Tal nach oben getragen, die Steine wurden am Gipfel aus dem Kalkstein gebrochen. Die Sandgrube im Süden des Gipfels zeugt noch heute davon. In den ersten Jahren wurde das Hochfellnhaus von unterschiedlichen Pächtern betrieben. Schwierigkeiten gab es z. B. wegen Wilderei der Pächter oder ihrer mangelnden Zahlungsmoral.
Im Hochfellnhaus gab es zu Beginn des 20. Jahrhunderts auch eine Posthilfstelle mit eigenem Stempel.
1919 wurde das Hochfellnhaus an den Inhaber des Grabenstätter Gasthaus zur Post, Herrn Schweizer vermietet. 
1920/1921 geriet der Hochfellnhausverein in finanzielle Schwierigkeiten und musste die beiden Gaststätten (Hochfellnhaus und Bründlingalm) und die Kapelle verkaufen. Der Kaufpreis betrug über 60.000 Mark. Seither ist das Hochfellnhaus in Familienbesitz der Familie Schweizer/Maier. Drei Jahre später war der Kaufpreis nur noch drei Flaschen Bier wert. Die Kapelle wurde der katholischen Kirche einige Jahre danach durch eine Schenkung übereignet. Die Weiderechte auf der Bründlingalm wurden 1969 dem Forstamt, als zusätzliche Gegenleistung zum Kaufpreis der Grundstücke, übereignet. 2009 wurde die Materialbahn des Hochfellnhauses durch eine Lawine zerstört. Der Wiederaufbau kostete 152.000 Euro. Nach einer Spendensammlung von den Freunden des Hochfelln, die mehr als 65.000 Euro erbrachte, konnte die Reparatur realisiert werden.